# Pałkowiak
Pałkowiak (Myrmeleotettix) – rodzaj owadów prostoskrzydłych z rodziny szarańczowatych.
Głowę tych szarańczaków cechują czułki u samca o buławkowato, a u samicy o buławkowato lub maczugowato zgrubiałych wierzchołkach. Przedplecze ma tylko jedną bruzdę na dysku wyraźnie zaznaczoną. U samca wierzch przedplecza jest cechują listewki boczne słabo zagięte ku środkowi tak, że odległość między nimi jest 1,5–2 razy większa z tyłu niż z przodu. Narząd bębenkowy nakryty jest fałdem oskórka. Zewnętrzne krawędzie płatów pokładełka pozbawione są ząbkowania.
Przedstawiciele występują w krainie palearktycznej od zachodniej Europy po Daleki Wschód Rosji. W Polsce rodzaj ten jest reprezentowany tylko przez pałkowiaka plamistego.
Takson ten wprowadzony został w 1914 roku przez I. Bolívara. Należy tu 11 opisanych gatunki:
- Myrmeleotettix angustiseptus Liu, 1982
- Myrmeleotettix antennatus (Fieber, 1853)
- Myrmeleotettix brachypterus Liu, 1982
- Myrmeleotettix ethicus Sirin & Çiplak, 2011
- Myrmeleotettix kunlunensis Huang, 1987
- Myrmeleotettix longipennis Zhang, 1984
- Myrmeleotettix maculatus (Thunberg, 1815) – pałkowiak plamisty
- Myrmeleotettix pallidus (Brunner von Wattenwyl, 1882)
- Myrmeleotettix palpalis (Zubovski, 1900)
- Myrmeleotettix pluridentis Liang, 1987
- Myrmeleotettix zaitzevi Mistshenko, 196